# Praestigia
Praestigia es un género de arañas araneomorfas de la familia Linyphiidae. Se encuentra en la zona holártica.

## Lista de especies
Según The World Spider Catalog 12.0:
- Praestigia duffeyi Millidge, 1954
- Praestigia eskovi Marusik, Gnelitsa & Koponen, 2008
- Praestigia groenlandica Holm, 1967
- Praestigia kulczynskii Eskov, 1979
- Praestigia makarovae Marusik, Gnelitsa & Koponen, 2008
- Praestigia pini (Holm, 1950)
- Praestigia sibirica Marusik, Gnelitsa & Koponen, 2008
- Praestigia uralensis Marusik, Gnelitsa & Koponen, 2008